# Calyptraea
Calyptraea is een geslacht van weekdieren uit de klasse van de Gastropoda (slakken). 

## Soorten
- Calyptraea africana Rolán, 2004
- Calyptraea alta (Conrad, 1854) †
- Calyptraea aurita Reeve, 1859
- Calyptraea barnardi Kilburn, 1980
- Calyptraea burchi Smith & Gordon, 1948
- Calyptraea capensis Tomlin, 1931
- Calyptraea centralis (Conrad, 1841)
- Calyptraea chinensis (Linnaeus, 1758)
- Calyptraea conica Broderip, 1834
- Calyptraea edgariana Melvill, 1898
- Calyptraea fastigiata Gould, 1846
- Calyptraea helicoidea (G.B. Sowerby II, 1883)
- Calyptraea inexpectata Rolán, 2004
- Calyptraea lichen Broderip, 1834
- Calyptraea mamillaris Broderip, 1834
- Calyptraea pellucida (Reeve, 1859)
- Calyptraea sakaguchii Kuroda & Habe, 1961
- Calyptraea spinifera (Gray, 1867)
- Calyptraea spirala (Forbes, 1852)
- Calyptraea subreflexa (Carpenter, 1856)
- Calyptraea trochiformis Lamarck, 1804 †
- Calyptraea ventricosa (Carpenter, 1857)
- Calyptraea yokoyamai Kuroda, 1929